# Comitatul Västra Götaland
Västra Götaland, în traducere liberă Götaland de Vest, aluzie la regiunea istorică Götaland, este un comitat din Suedia. Reședința sa este orașul Göteborg.

## Geografie

### Zone urbane
Următoarele sunt cele mai mari zece zone urbane din comitat (anul 2015) conform Biroului Central de Statistică al Suediei:
| Nr | Zona urbană              | Pop.    |
| -- | ------------------------ | ------- |
| 1  | Göteborg                 | 572.799 |
| 2  | Borås                    | 71.700  |
| 3  | Trollhättan              | 48.573  |
| 4  | Gunnared și Hammarkullen | 45.106  |
| 5  | Skövde                   | 36.482  |
| 6  | Uddevalla                | 34.781  |
| 7  | Lerum                    | 26.913  |
| 8  | Alingsås                 | 26.329  |
| 9  | Kungälv                  | 24.101  |
| 10 | Vänersborg               | 23.119  |

## Demografie
| \| Evoluția demografică în Västra Götalands län, 2000–2015 \| Evoluția demografică în Västra Götalands län, 2000–2015 \| Evoluția demografică în Västra Götalands län, 2000–2015 \| Evoluția demografică în Västra Götalands län, 2000–2015 \| Evoluția demografică în Västra Götalands län, 2000–2015 \| \| --------------------------------------------------------------- \| ------------------------------------------------------- \| ------------------------------------------------------- \| ------------------------------------------------------- \| ------------------------------------------------------- \| \| An \| \| \| Locuitori \| \| \| 2000 \| 2000 \| \| 1 511 290 \| 1 511 290 \| \| 2005 \| 2005 \| \| 1 528 455 \| 1 528 455 \| \| 2010 \| 2010 \| \| 1 580 297 \| 1 580 297 \| \| 2015 \| 2015 \| \| 1 648 682 \| 1 648 682 \| \| Sursa: SCB - Statistika Centralbyrån, Folkmängd i län 1749–2015 \| \| \| \| \| |      |  |           |           |
| Evoluția demografică în Västra Götalands län, 2000–2015 |      |  |           |           |
| An |      |  | Locuitori |           |
| 2000 | 2000 |  | 1 511 290 | 1 511 290 |
| 2005 | 2005 |  | 1 528 455 | 1 528 455 |
| 2010 | 2010 |  | 1 580 297 | 1 580 297 |
| 2015 | 2015 |  | 1 648 682 | 1 648 682 |
| Sursa: SCB - Statistika Centralbyrån, Folkmängd i län 1749–2015 |      |  |           |           |

## Administrație
Västra Götalands län este compus din următoarele comune:
| - Ale - Alingsås - Bengtsfors - Bollebygd - Borås - Dals-Ed - Essunga - Falköping - Färgelanda - Grästorp | - Gullspång - Göteborg - Götene - Herrljunga - Hjo - Härryda - Karlsborg - Kungälv - Lerum - Lidköping | - Lilla Edet - Lysekil - Mariestad - Mark - Mellerud - Munkedal - Mölndal - Orust - Partille - Skara | - Skövde - Sotenäs - Stenungsund - Strömstad - Svenljunga - Tanum - Tibro - Tidaholm - Tjörn - Tranemo | - Trollhättan - Töreboda - Uddevalla - Ulricehamn - Vara - Vårgårda - Vänersborg - Åmål - Öckerö |